# ضرعاء أورتيغية
ضرعاء أورتيغية (الاسم العلمي:Mammillaria ortegae) هو نوع من النباتات يتبع جنس الضرعاء من الفصيلة الصبارية.